# Tessa Jowell
Tessa Jane Helen Douglas Jowell, baronne Jowell, née Palmer le 17 septembre 1947 à Londres et morte le 12 mai 2018 à Shipston-on-Stour, est une femme politique britannique, membre du Parti travailliste.

## Biographie
Tessa Jowell est la ministre de la Culture du Royaume-Uni sous le gouvernement de Tony Blair.
Le 30 octobre 2006, le juge des audiences préliminaires de Milan, Fabio Paparella, a renvoyé son mari David Mills ainsi que Silvio Berlusconi, devant la justice pour « corruption en matière d'actes judiciaires ». Le juge reproche à David Mills d'avoir fait plusieurs faux témoignages en faveur de Silvio Berlusconi lors de deux procès impliquant la Fininvest. Cette affaire, baptisée Jowellgate a provoqué des remous au Royaume-Uni.[réf. nécessaire]
En septembre 2015, elle perd la primaire interne au Parti travailliste face à Sadiq Khan, qui vise à désigner le candidat à la prochaine élection municipale de Londres.

### Vie privée
À partir de 1979, Tessa Jowell est mariée à David Mills, l'avocat de Silvio Berlusconi. Ils sont officiellement séparés depuis mars 2006.

## Distinction
Tessa Jowell est faite dame commandeur de l'ordre de l'Empire britannique (DBE) le 16 juin 2012, pour services rendus à la politique et aux œuvres caritatives. En 2015, elle est nommée pairesse à vie pour siéger à la Chambre des Lords (avec le titre de Baronne Jowell).